# 黃孫茂
黄孙茂（？—1637年），字雲來，號九芝，江西建昌府廣昌縣人，明朝政治人物。

## 生平
天启元年辛酉科舉人，二年（1622年）壬戌科进士，初令江山县，调邵阳，以忤宗藩左迁，旋升工部主事，晋郎中，出备兵登莱，改监军道。寻出使朝鲜，却饋道数萬金。崇禎十年（1637年），岛帅沈世魁之侄沈志祥谋变投清，孙茂适驻皮岛，密疏于朝，将东江帅印急送登州，缴还吏部，欲裁撤东江镇，被执遇害，事闻，赠太常寺卿。子黄作牧孝友，乡邑无间言，以岁贡授分宜训导。